# San Costantino Albanese
Pour les articles homonymes, voir Albanese.
San Costantino Albanese est une commune italienne de moins de 1 000 habitants située dans la province de Potenza, dans la région Basilicate, en Italie méridionale.

## Histoire
La commune de San Costantino Albanese tire son nom (Albanese) des Albanais fuyant l’avance ottomane, qui s’y sont installés au XVe siècle. Ces Albanais ont gardé une forte identité, parlant toujours leur langue ; ils portent le nom d’Arbëresh. Dans leur dialecte, albanais teinté d’italien, le village se nomme Shën Kostandini.

## Administration
| Période                                  | Période | Identité | Étiquette | Qualité |
| ---------------------------------------- | ------- | -------- | --------- | ------- |
|                                          |         |          |           |         |
| Les données manquantes sont à compléter. |         |          |           |         |

### Hameaux
Conserva, Farneta, Venticalia, Martorino.

### Communes limitrophes
Chiaromonte, Francavilla in Sinni, Noepoli, San Paolo Albanese, Terranova di Pollino.